# Rina Ōta
Rina Ōta (太田 莉菜 Ōta Rina?,  Prefectura de Chiba, Japón, 11 de enero de 1988) es una actriz y modelo japonesa, afiliada a Anore.

## Biografía
Ōta nació el 11 de enero de 1988 en Chiba, Japón. Su padre es japonés, mientras que su madre es mitad japonesa y mitad rusa. Durante su infancia vivió dos años en Moscú y puede hablar japonés, ruso e inglés con fluidez.
En 2001, Ōta ganó el Grand Prix junto con Yui Aragaki en la 4th Reader Model Audition de la revista Nicola. Mientras modelaba para Nicola, también comenzó a aparecer en otras revistas y medios de comunicación. Además de su trabajo como modelo, Ōta colaboró con la marca de moda Pou Dou Dou y se desempeñó como editora en jefe de Hotikiss, así como también de la colección de fotografías homónima.
Ōta ha aparecido en numerosos anuncios de televisión para productos como Shiseido, Sony y Aohata (Kewpie). Debutó como actriz en 2004 interpetrando a Kazuko Matsui en la película 69. En el mismo año, estuvo a cargo del trimestre abril-septiembre del programa de NHK, Russia-go Kaiwa. En los MTV Student Voice Awards de 2006, Ōta ganó el premio a la "mejor fashionista adolescente". En marzo de 2010, Ōta se trasladó de su agencia Okazaki Models a Anore.

## Vida personal
El 11 de enero de 2009, Ōta contrajo matrimonio con el también actor Ryūhei Matsuda. Su primer hijo, una niña, nació el 4 de julio de 2009. La pareja se divorció en diciembre de 2017.

## Filmografía

### Televisión
| Año  | Título                                                                 | Papel             | Cadena      | Ref.  |
| ---- | ---------------------------------------------------------------------- | ----------------- | ----------- | ----- |
| 2007 | Girlfriends                                                            | Noel Fujisaki     | Fuji TV 721 |       |
| 2008 | 2 Cool                                                                 |                   | NTV         |       |
| 2013 | Neo Ultra Q                                                            | Meri              | WOWOW       |       |
| 2014 | Watashi to iu Unmei ni tsuite                                          | Saori Fuyuki      | WOWOW       |       |
| 2014 | The Long Goodbye                                                       | Shihatsu Harada   | NHK         |       |
| 2016 | Love Love Alien                                                        | Sotsuki Shinohara | Fuji TV     | [ 6 ] |
| 2016 | Yonimo Kimyōna Monogatari '16 Aki no Tokubetsu-hen: Shachū no Dekigoto | Uriko             | Fuji TV     |       |

### Películas
| Año  | Título                                      | Papel                                 | Ref.  |
| ---- | ------------------------------------------- | ------------------------------------- | ----- |
| 2004 | 69                                          |                                       |       |
| 2006 | Yumorescue: Sakasama no Chō                 |                                       |       |
| 2008 | Ginmaku-ban Sushi-ōji: New York e Iku       | Nae                                   |       |
| 2013 | Nō Otoko                                    | Yuria Mizusawa                        |       |
| 2013 | Casablanca no Tantei                        |                                       |       |
| 2014 | The Next Generation -Patlabor-              | Ekaterina Kratievna Kanukaeva (Kasha) |       |
| 2014 | Hot Road                                    | Hiroko                                |       |
| 2014 | Kuragehime                                  | Mayaya                                |       |
| 2015 | The Next Generation -Patlabor- Shuto Kessen | Ekaterina Kratievna Kanukaeva (Kasha) |       |
| 2016 | Terra Formars                               | Maria Renjo                           | [ 7 ] |
| 2017 | Kimi to 100-kai-me no Koi                   | Haruhiro Oohara                       | [ 8 ] |
| 2021 | Daughter of Lupin the Movie                 | Natasha                               |       |

### Internet dramas
| Año  | Título                    | Papel       | Sitio |
| ---- | ------------------------- | ----------- | ----- |
| 2016 | Terra Formars: A New Hope | Maria Renjo | dTV   |